# Смолвил (сезон 2)
Вижте пояснителната страница за други значения на Смолвил.
Втори сезон на „Смолвил“, американски телевизионен сериал, започва излъчване на 24 септември 2002 г. Сезонът завършва на 20 май 2003 г. след 23 епизода. Накрая на сезон 1, Ерик Джонсън напуска шоуто като Уитни Фордман и Джон Глоувър, който играе Лайънъл Лутър, става главен актьор. Сезон 2 продължава напрегнатия сезон 1 с Кларк, който се справя с последствията от торнадата, които удрят Смолвил. Кларк най-накрая научава кой е и откъде идва, но също така трябва да приеме възможната си съдба, която е пусната в ход от биологическия му баща и която може да промени живота му и живота на околните му завинаги. Отношенията на Кларк с Лана стават все по-близки, което обтяга приятелството му с Клои.
Сезон 2 се представя по-добре от предишния сезон, със средно 6,3 милиона зрители седмично, и се изкачва до 113 място в Рейтингите на Нийлсън.

## Главен актьорски състав
- Том Уелинг в ролята на Кларк Кент
- Кристин Крюк в ролята на Лана Ланг
- Майкъл Роузенбаум в ролята на Лекс Лутър
- Сам Джоунс III в ролята на Пит Рос
- Алисън Мак в ролята на Клои Съливан
- Джон Глоувър в ролята на Лайънъл Лутър
- Анет О'Тул в ролята на Марта Кент
- Джон Шнайдер в ролята на Джонатан Кент

## Епизоди
| Заглавие | Сценарист(и)                                | Режисьор(и)    | Дата на излъчване    | Еп. № |
| --- | ------------------------------------------- | -------------- | -------------------- | ----- |
| Vortex („Вихрушка“) | Алфред Гоф, Майлс Милар                     | Грег Биймън    | 24 септември 2002 г. | 1     |
| Кларк спасява Лана от гигантското торнадо и я завежда в болницата. Когато се прибира вкъщи, Кларк научава, че корабът е изчезнал и че баща му е тръгнал да гони Роджър Никсън в бурята. Лекс е сломен от вина за това, че не е помогнал по-скоро на баща си, който сега е в болница, и че е взел решение, което струва зрението на баща му. Джонатан и Никсън се опитват да се измъкнат с копаене от гробницата, в която са попадат след като фургон се стоварва върху тях от небето. Кларк се появява преди двамата мъже да изгубят всичкия си кислород, но метеоритните камъни го отслабват. Никсън се възползва от ситуацията и отвлича Кларк. Лекс се появява и спасява живота на Джонатан, като прострелва Никсън преди той да успее да убие Джонатан.                            |                                             |                |                      |       |
| Heat („Жега“) | Марк Верхайден                              | Джеймс Маршал  | 1 октомври 2002 г.   | 2     |
| По време на рекордна гореща вълна, Кларк развива нова способност, топлинно зрение, което причинява неконтролируеми изблици на топлина от очите му. Лекс се оженва за Дезъри Аткинс, жена, която той едва познава и за която се оказва, че може да контролира мъжете със засилени от метеоритните камъни феромони. С помощта на Джонатан Кларк разкрива спусъка за топлинното си зрение и се научава да контролира новата си способност. Дезъри се опитва да използва феромоните си върху Кларк, но той е устойчив. Вместо това тя убеждава Джонатан да убие Лекс, за да може тя да наследи състоянието му. Кларк успява да спаси Лекс преди Джонатан или Дезъри да успее да го убие.                                                                                                   |                                             |                |                      |       |
| Duplicity („Лицемерие“) | Тод Славкин, Дарън Суимър                   | Стив Майнър    | 8 октомври 2002 г.   | 3     |
| След като Пит открива космическия кораб в една нива, Кларк нарушава волята на родителите си и разкрива тайната си на Пит. Реакцията на Пит кара Кларк да започне да съжалява за решението си. Д-р Хамилтън, страдащ от прекалено излагане на метеоритни камъни и проявяващ същите трептения като Ърл Дженкинс, открадва кораба на Кларк. Когато Лекс отказва да повярва на декламациите му за кораб, д-р Хамилтън търси подкрепа от Лайнъл Лутър. Лоялността на Пит е поставена на изпитание, когато д-р Хамилтън го отвлича в опит да открие как да отвори кораба. Кларк пристига, но прекаленото изгалане на Хамилтън на метеоритните камъни му причинява смъртоносни гърчове. |                                             |                |                      |       |
| Red („Червено“) | Джеф Лоеб                                   | Джеф Улнаф     | 15 октомври 2002 г.  | 4     |
| Кларк нарушава волята на баща си и си купува скъп гимназиален пръстен. Пръстенът съдържа червен метеоритен камък и влияе на Кларк умствено. С изчезването на задръжките му, Кларк започва да се държи неприсъщо. Той проваля срещата си с Лана, когато се сбива в един бар. Показвайки възмущение от родителите си за това, че са го накарали да живее живот на момче от фермата, Кларк решава да използва способностите си, за да забогатее и да напусне Смолвил. Необходими са общите усилия на Пит и Джонатан, за да спрат Кларк и да махнат пръстена от ръката му. Кларк се опитва да се извини на родителите си, но Джонатан предполага, че Кларк е изразявал истинските си чувства. Лана отказва да приеме извинението на Кларк, когато той не успява да ѝ обясни действията си. |                                             |                |                      |       |
| Nocturne („Ноктюрно“) | Брайън Питърсън, Кели Саундърс              | Рик Уолас      | 22 октомври 2002 г.  | 5     |
| Лана открива таен обожател в лицето на момче на име Байрън. Само че Байрън е бивш предмет на изследвания за един от проектите на ЛутърКорп, ръководен от Лайнъл Лутър. След среща с родителите на Байрън, Кларк и Лана стигат до заключението, че Байрън е малтретиран, и решават да го спасят от родителите му. Когато пускат Байрън от стаята му, слънчевата светлина го превръща в яростно създание със свръхчовешка сила. Кларк проследява Байрън и по време на битка двамата падат в един кладенец. Тъмнината връща Байрън в нормалното му състояние за достатъчно дълго време, за да може Кларк да заведе Байрън в болница. Марта приема позицията на личен асистент на Лайнъл Лутър.                                                                                            |                                             |                |                      |       |
| Redux („Завръщане“) | Ръсел Френд, Гарет Лернър                   | Крис Лонг      | 29 октомври 2002 г.  | 6     |
| Когато ученик е изваден от училищния басейн, състарен с 60 години за няколко секунди, Кларк и Клои решават да разследват. Те разкриват 80-годишна диря от подобни случаи, оставени от Криси „Миси“ Паркър, друга ученичка. Лана открива снимка на майка си с неизвестен мъж. След като научава, че родителите ѝ са били разделени за кратко, тя вярва, че неизвестният мъж може да е биологическия ѝ баща. Без свежа жертва, тялото на Миси започва да се състарява бързо. Кларк успява да ѝ попречи да убие новия директор, което кара Миси да се превърне в прах. |                                             |                |                      |       |
| Lineage („Родословие“) | Алфред Гоф, Майлс Милар                     | Грег Биймън    | 5 ноември 2002 г.    | 7     |
| Жена на име Рейчъл Дънлийви се появява с твърдението, че е биологическата майка на Кларк. Дънлийви отвлича Лекс и заплашва да го убие, ако Лайнъл не разкрие истината за осиновяването на Кларк. Лана открива биологическия си баща, Хенри Смол, и се изправя лице в лице с него, само за да открие, че той не се интересува от нея. Джонатан разкрива на Кларк, че е направил сделка с Лайнъл Лутър в опит да се убеди, че той и Марта ще успеят да осиновят Кларк, което е позволило на Лайнъл да купи Фабриката на Рос за царевица на крем. Рейчъл вижда Кларк да използва способностите си и осъзнава, че той не ѝ е син. Лайнъл признава на Лекс, че е имал и друг син, но той е умрял като бебе.                                                                                 |                                             |                |                      |       |
| Ryan („Райън“) | Филип Левенс                                | Теренс О'Хара  | 12 ноември 2002 г.   | 8     |
| След като леля му го е изоставила заради парични проблеми, Раян звъни на Кларк за помощ. Кларк спасява Раян от съоръжението „Самърхолт“, където държат момчето против волята му като предмет на експериментация, и го довежда обратно в Смолвил. Скоро той открива, че Раян има тумор на мозъка и че има останали само няколко дни живот. |                                             |                |                      |       |
| Dichotic („Двуличие“) | Марк Верхайден                              | Крейг Циск     | 19 ноември 2002 г.   | 9     |
| Иън, пълен отличник, има способността да се раздвоява. Той използва силата си, за да взима допълнителни уроци и да се среща с Лана и Клои едновременно. Кларк и Пит разкриват тайната на Иън, което кара Иън да се опита да убие и двете момичета. Междувременно Лекс посещава сесия за справяне с гнева, където се запознава с д-р Хелън Брайс. |                                             |                |                      |       |
| Skinwalker („Зоомаг“) | Марк Уорсоу, Брайън Питърсън, Кели Саундърс | Марита Грабяк  | 26 ноември 2002 г.   | 10    |
| Кларк случайно се озовава в местна индианска пещера, намираща се под новия строителен обект на ЛутърКорп, и открива символи на извънземен език върху стените на пещерата. Местен индианец, Джоузеф Уилоубрук, и внучката му Кайла разказват история, която отразява живота на Кларк. В опит да спаси земята, Кайла се опитва да изплаши Лутърови, като използва способността си да се превръща в животно, но е смъртно ранена по време на атаката си по Лайнъл. |                                             |                |                      |       |
| Visage („Лик“) | Тод Славкин, Дарън Суимър                   | Уилям Джеръти  | 14 януари 2003 г.    | 11    |
| Уитни Фордман се завръща от чужбина за всеобща изненада. Твърдейки, че е загубил част от паметта си по време на битка, той се опитва да се събере с Лана, неосведомен за писмото, което му е изпратила. Поради нежеланието си да го нарани, Лана отстъпва пред опитите му да я спечели отново, но Кларк разкрива, че Уитни всъщност е Тина Гриър. Когато Кларк се изправя срещу Тина, тя го спира, като използва зелен метеоритен камък. Оставен безпомощен в избата на Кент, Кларк е спасен от кораба си. При следващата битка с Кларк, Тина се ранява и умира. |                                             |                |                      |       |
| Insurgence („Бунт“) | Кенет Билър, Джеф Лоеб                      | Джеймс Маршал  | 21 януари 2003 г.    | 12    |
| След като Лекс е победен в наддаване за поемането на контрола, той разкрива, че имението му е пълно с подслушвателни устройства. Лекс започва план да заложи подслушвателни устройства в управлението на ЛутърКорп, но не го завършва, защото открива, че Марта и Лайнъл са се запътили натам. Провалът е поправен, когато работниците се опитват да крадат от трезора на ЛутърКорп. Докато е държана за заложник, Малта научава, че Лайлън има досие за Кларк и кюлчета пречистени метеоритни камъни. |                                             |                |                      |       |
| Suspect („Заподозрян“) | Брайън Питърсън, Кели Саундърс              | Грег Биймън    | 28 януари 2003 г.    | 13    |
| Лайнъл е мистериозно прострелян в имението на Лутър, което оставя огромен списък от заподозрени с различни мотиви да искат да го убият. Джонатан, който е открит в безсъзнание в пикапа си с бутилка текила и пистолет в ръката си, е арестуван като главен заподозрян. Кларк и Пит разследват и откриват сложен план, организиран от Шериф Итън. |                                             |                |                      |       |
| Rush („Изблик“) | Тод Славкин, Дарън Суимър                   | Рик Розентал   | 4 февруари 2003 г.   | 14    |
| Пит и Клои са заразени от подобни на буболечки създания, които се заравят във вратовете на тези, които се приближат достатъчно. Буболечките карат хората да се държат изключително рисковано. Пит използва червен метеоритен камък, за да накара Кларк да се присъедини към тях. Червеният метеоритен камък случайно е премахнат и Кларк успява да заведе и двамата си приятели в болницата. Лекс наема д-р Фредерик Уолдън, експерт по древни релефни символи, за да се опита да преведе надписите по стените на Пещерите Кауачи. |                                             |                |                      |       |
| Prodigal („Богат“) | Брайън Питърсън, Кели Саундърс              | Грег Биймън    | 11 февруари 2003 г.  | 15    |
| Лекс открива, че брат му Лукас е все още жив. Лайнъл се е грижел за Лукас и го използва, за да открадне наследството на Лекс, така че да не може да откупи ЛутърКорп. Без пукната стотинка, Лекс отива да живее със семейство Кент. Лукас, недоволен от плановете на Лайнъл за него, разкрива, че Лайнъл се е правил на сляп за известно време. Сложен план с Лекс разкрива лъжата на Лайнъл и Лекс си осигурява отново наследството. |                                             |                |                      |       |
| Fever („Треска“) | Матю Окумура                                | Бил Джеръти    | 18 февруари 2003 г.  | 16    |
| Марта, криейки ключа за космическия кораб, се разболява тежко, след като вдишва пясък от зелен метеоритен камък, който е под земята. Фермата на Кент е поставена под карантина и ключът е открит. Кларк, който също вдишва от метеоритния пясък, също се разболява. След като взима проба от кръвта му, д-р Хелън Брайс осъзнава, че Кларк е различен. Разкрито е, че Марта е бременна, след като корабът премахва отравянето ѝ. |                                             |                |                      |       |
| Rosetta („Розета“) | Алфред Гоф, Майлс Милар                     | Джеймс Маршал  | 25 февруари 2003 г.  | 17    |
| Кларк решава да постави ключа в прорез в стената на пещерата. Когато вкарва ключа, стената го снабдява с езика на пещерата. Д-р Уолдън открива ключа и го използва, но претоварването с информация го оставя в кома. Вкъщи топлинното зрение на Кларк го принуждава да гравира символ върху вратата на плевнята. С него се свързва д-р Върджил Соун, който образова Кларк относно Криптон, родната му планета. Използвайки ключа върху кораба, той открива скрито съобщение от биологическия си баща, което гласи, че съдбата му е да завладее Земята. |                                             |                |                      |       |
| Visitor („Гост“) | Филип Левенс                                | Рик Розентал   | 15 април 2003 г.     | 18    |
| Съученик в училище, Сайръс, проявява способности, подобни на тези на Кларк. Кларк открива, че Сайръс вярва, че е извънземен, който е пристигнал по време на метеоритния дъжд, което кара Кларк да мисли, че д-р Върджил Суон е сгрешил, когато му е казал, че той е единственият криптонец на Земята. Сайръс показва на Кларк предавателната кула, която строи, за да се свърже с извънземните си родители, но се появяват доказателства, които доказват, че Сайръс е човек. |                                             |                |                      |       |
| Precipice („Пропаст“) | Клинт Карпентър                             | Томас Дж. Райт | 22 април 2003 г.     | 19    |
| След като Лана е нападната от ученик в колежа, Анди Конърс, Кларк губи контрол и на пръв поглед ранява момчето. Когато семейство Кент са съдени за наказателни обезщетения, Кларк започва да поставя под въпрос силите си, докато се опитва да намери изход от съдебния процес. Междувременно, бившият приятел на Хелън пристига в града с намерение да я спечели отново. Когато тя му отказва, той я промушва с нож, което подтиква Лекс да поеме закона в свои ръце. |                                             |                |                      |       |
| Witness („Свидетел“) | Марк Верхайден                              | Рик Уолас      | 29 април 2003 г.     | 20    |
| Група крадци ограбват фургон на ЛутърКорп и открадват доставка на пречистен зелен метеоритен камък. Кларк случайно попада на обира, но е прекалено слаб, за да се справи с тях. Оказва се, че те произвеждат и вдишват течен криптонит, което води до повишена сила. Лайнъл предлага да финансира „Факел“ и длъжност в „Дейли Планет“, ако Клои направи изследователски доклад за Кларк. |                                             |                |                      |       |
| Accelerate („Бързина“) | Тод Славкин, Дарън Суимър                   | Джеймс Маршал  | 6 май 2003 г.        | 21    |
| Лана мисли, че вижда духове, когато стара приятелка от детството, Емили, която е умряла шест години по-рано, се появява. Кларк открива, че детето наистина е истинско. Като се движи необичайно бързо, момичето изглежда може да изчезва и да минава през стени. Кларк научава, че бащата на Емили я е клонирал с помощта на зелен метеоритен камък. Проблемът с клонинга на Емили е, че няма чувство за морал, което накрая поставя Лана в опасност. Междувременно, Лекс се готви за сватбата си с Хелън. |                                             |                |                      |       |
| Calling („Зов“) | Кенет Билър                                 | Теренс О'Хара  | 13 май 2003 г.       | 22    |
| Д-р Уолдън се събужда от комата си и казва на Лекс и Лайнъл, че Кларк е извънземен, който трябва да бъде унищожен. Романтична среща между Кларк и Лана е бързо прекъсната, когато Клои открива, че те са заедно. По време на репетиция за сватбата на Лекс и Хелън, Кларк чува странен глас, който го вика от избата. |                                             |                |                      |       |
| Exodus („Заминаване“) | Алфред Гоф, Майлс Милар                     | Грег Биймън    | 20 май 2003 г.       | 23    |
| Волята на биологическия баща на Кларк, Джор-Ел, съобщава на Кларк, че той трябва да напусне Смолвил. Понеже не иска да напусне семейството и приятелите си, Кларк открадва от Лайнъл копието на ключа за кораба, направено от рефиниран зелен метеоритен камък, и го вкарва в кораба, като по този начин го унищожава. Взривът от експлозията кара Марта да загуби бебето си. Сломен от скръб, Кларк решава да напусне Смолвил. По време на полета за медения си месец, Лекс се събужда и открива, че самолетът пада и Хелън и пилотът липсват. |                                             |                |                      |       |